# SoundCloud
SoundCloud je internetska stranica za online distribuciju glazbe. 
Izvorno je pokrenuta u Stockholmu, ali je osnovana u Berlinu u kolovozu 2007. Njeni osnivači su: Alex Ljung i glazbenik Eric Wahlforss. Prvotna ideja bila je dopustiti glazbenicima, da međusobno dijele glazbu.
Kasnije je projekt prerastao u alat koji omogućuje, da bilo tko objavi bilo koje zvučne snimke i pomaže glazbenicima da distribuiraju svoj rad. Samo nekoliko mjeseci nakon lansiranja, SoundCloud se počeo natjecati s dominantnim MySpaceom kao platformom na kojoj bi glazbenici mogli bolje komunicirati sa svojim omiljenim izvođačima i upoznati ih.
U intervjuu za „Wired.com” 2009., suosnivač Alex Ljung rekao je: „Obojica (osnivači) dolazimo iz okruženja povezanoga s glazbom i bilo nam je stvarno naporno raditi s ljudima iz područja glazbe – mislim na jednostavne stvari, slanje pjesama ljudima nasamo, dobivanje povratnih informacija, komuniciranje o toj glazbi. Na isti način na koji se Flickr koristi za naše fotografije, Vimeo za video, mi nismo imali ništa slično za našu glazbu.”
Postoji više od 76 milijuna aktivnih mjesečnih korisnika, s više od 175 milijuna globalnih korisnika koje SoundCloud doseže (studeni 2021.) Što se tiče izvođača, postoji više od 30 milijuna autora iz 190 zemalja, s više od 265 milijuna pjesama prenesenih na platformu do ožujka 2021. godine. SoundCloud nudi besplatno ili plaćeno članstvo na platformi, dostupno za mobilne, desktop i Xbox uređaje.

## Značajke
Moguće je pohraniti vlastite zvučne snimke na SoundClound, bilo da se radi o glazbi ili nekom drugom zvuku. Spremljene su datoteke tada dostupne svima i bilo gdje u svijetu putem interneta. Druga je mogućnost korištenje zvukova SoundClouda u internetskim prezentacijama (ugrade se izravno u HTML kod) ili aplikacijama pomoću SoundCloud API-ja. Ovo sučelje koristi nekoliko tražilica glazbe kao što je SoundYouNeed.
Osnovne funkcije SoundClouda su: prikazuje broj reproduciranja pjesme, broj korisnika koji su je dodali u svoje favorite i broj preuzimanja. Pjesma se može preuzeti, uglavnom u MP3 formatu.
Prilikom reprodukcije zvuka, prikazuje se grafički prikaz izlaznih audio valova, što olakšava preskakanje na dio koji korisnik želi slušati. Također mogu se dodati komentari izravno na određeni dio pjesme i oni će se pojaviti u tom dijelu pjesme. Tražilica glazbe sadrži ekstenziju s kojom je moguće suziti izbor, npr. samo za remikse, cover verzije ili akustične verzije. 

## SoundCloud rap
Sredinom 2010-ih godina pojavio se novi glazbeni pravac u hip-hopu, s elementima trap glazbe kao što su takozvani 808-bubnjevi te elementima lo-fi glazbe. Ubrzo su iz njega ponikli mnogi budući mainstream-izvođači, kao što su XXXTentacion, Ski Mask the Slump God, Lil Uzi Vert, Smokepurpp, Lil Pump, Trippie Redd, Lil Peep, 6ix9ine, Playboi Carti, Zillakami, Lil Xan, Lil Skies i Juice Wrld, između ostalih. Unatoč vrlo brzom širenju popularnosti, pravac je bio kritiziran zbog svoje slabe produkcije, neoriginalnosti i površnosti. Kad je Ski Mask the Slump God raspravljao o lo-fi zvuku žanra i tehnikama snimanja, primijetio je: "To je bio kao najgori set za snimanje, [ali] mogli ste ga postaviti bilo gdje i to je bio val na kojem smo bili... Sirova energija toga – distorzija – naša je posebnost i to smo iskoristili u svoju korist." Spin je primijetio da tvrtka SoundCloud nije uspjela iskoristiti popularnost SoundCloud rapa kako bi riješila svoje financijske probleme. U siječnju 2019., pozivajući se na smrt američkih repera Lil Peepa 2017. i XXXTentaciona 2018. godine, te pravne probleme 6ix9inea, Stephen Witt iz časopisa Rolling Stone ustvrdio je da je SoundCloud rap val u posljednjih nekoliko godina sada u padu. Smrt Juicea Wrlda 2019. opisana je kao smrt SoundCloud rapa.